# Benedict Vilakazi
Benedict Bongani Vilakazi (ur. 9 sierpnia 1982 w Soweto) – południowoafrykański piłkarz, grający na pozycji pomocnika w klubie Premier Soccer League – Mpumalanga Black Aces, dokąd jest wypożyczony z Mamelodi Sundowns.

## Kariera

### Orlando Pirates
Vilakazi rozpoczynał karierę podobnie jak jego byli koledzy z drużyny Lebohang Mokoena i Gift Leremi w Orlando Pirates. Pierwsze mecze zaliczył już w sezonie 1999/2000, a od sezonu 2000/2001 stał się pewnym punktem drużyny.

### Europa
Po Pucharze Narodów Afryki w Egipcie zainteresowanie młodym zawodnikiem wyraziły FC Porto oraz KSC Lokeren. Skandal, który wybuchł wokół jego osoby spowodował, że nie doszło nawet do transferu do Djurgårdens IF.
27 lipca 2007 roku 5-letni kontrakt z Vilakazim podpisał duński Aalborg BK.
Benedict nie poradził sobie w Aalborgu. Trudności sprawiał mu zwłaszcza europejski styl gry.
W lipcu 2008 roku Vilakazi wrócił do RPA i podpisał kontrakt z klubem Mamelodi Sundowns. W 2011 roku został wypożyczony do Mpumalanga Black Aces.